# Vlag van Houyet
De vlag van Houyet is op 16 september 1991 bij raadsbesluit vastgesteld als de vlag van de Naamse gemeente Houyet. De vlag kan als volgt worden beschreven:
Geel, waaroverheen een gelijkbenige groene driehoek met de basis aan de vluchtzijde en de top aan de mastzijde.
De vlag werd pas op 18 december 1991 bevestigd door de Franse Gemeenschapsregering.
De vlag is een vereenvoudiging van het gemeentewapen. Bij het ontwerpen van de vlag werd de kroon onderdrukt, werden de gebogen lijnen recht gemaakt en werd het tussenschot gedraaid om de vlag te hijsen.